# Аплазия
Аплази́я (от др.-греч. ἀ- — «не», отрицание + πλάσις — «формирование», «образование»), или Агенези́я (от др.-греч. ἀ- — «не», отрицание + др.-греч. γένεσις — «происхождение», «возникновение») — дефект развития, заключающийся в отсутствии всего органа, его части, участка ткани, части тела или всего зародыша.

## Этиология и патогенез
Аплазию вызывают внешние тератогенные факторы (физические, химические, биологические), влияющие на эмбрион непосредственно или опосредованно через организм матери. Эти же факторы, воздействуя на гаметы родителей, могут вызывать хромосомные болезни с аплазией того или иного органа (ткани) или наследственно обусловленный дефект развития с аплазией.
Патогенез аплазии объясняется отсутствием образования зачатка органа (напр. первичной почки); гибелью зачатка зародыша (некоторые формы «пустого плодного мешка»); отсутствием образования или гибелью иного органа, который влияет на развитие первого (например, аплазия зачатка мочеточника приводит к вторичной аплазии почки). Тератогенетический период (предельный срок, позже которого определённый дефект развития не может возникнуть) ограничивается при большинстве аплазий первым месяцем внутриутробной жизни.
Аплазия может наблюдаться в любом органе человека (головной мозг, спинной мозг, сердце, лёгкие, мочеполовые органы и др.). Влияние на организм аплазии органа, ткани или части тела различно.
Некоторые виды аплазий (анэнцефалия, амиелия, двусторонняя аплазия почек) несовместимы с жизнью. Другие виды могут вызвать тяжелые нарушения функций и без хирургической коррекции приводят к смерти в разном возрасте (например, диафрагмальная грыжа, болезнь Гиршпрунга). Аплазия части конечности совместима с жизнью. Аплазия одного из парных органов, например, односторонняя почечная аплазия, иногда вполне компенсируется клинической гипертрофией другого и может не проявляться клинически в течение всей жизни.

## Примеры

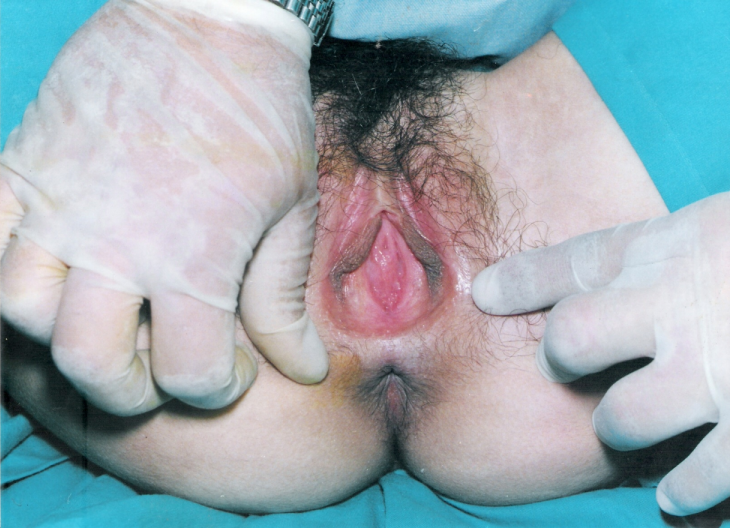
Агенезия влагалища. Синдром Рокитанского-Майера-Костнера

- Приобретенная чистая эритроцитарная аплазия
- Агенезия мозолистого тела
- Апластическая анемия
- Синдром Ди Георга (аплазия тимуса)
- Агенезия влагалища